# Leo Wu
Wu Lei (chinês simplificado:吴磊; chinês tradicional:吳磊, nascido em 26 de dezembro de 1999), também conhecido como Leo Wu, é um ator chinês. Ele é conhecido como o "Irmãozinho da China" (chinês:国民弟弟) na China.
Ele fez sua primeira aparição em comerciais aos três anos de idade. Em 2007, estreou oficialmente como Nezha na série The Legend and the Hero.  Além disso, ele é conhecido por seus papéis coadjuvantes em Nirvana in Fire e The Whirlwind Girl (2015) e seus papéis principais em Fight Breaks Sphere (2018) e The Long Ballad (2021) e Love like The Galaxy (2022).
Em 2011, ele ganhou o prêmio de Melhor Jovem Ator no 28º Prêmio Flying Apsaras por seu papel em Mo's Mischief. Em 2016, ele foi indicado para Melhor Revelação no 19º Huading Awards por seu papel Nirvana in Fire. Em 2018, ficou em primeiro lugar no país no vestibular para a Academia de Cinema de Pequim.
Wu ficou em 63º lugar na lista Forbes China Celebrity 100 em 2017, 29º em 2019 e 47º em 2020.

## Início da vida e educação
Wu Lei nasceu em Xangai, China, em 26 de dezembro de 1999.
Em 2018, Wu ingressou na Academia de Cinema de Pequim, a maior instituição de cinema da Ásia, ficando em primeiro lugar no vestibular com uma pontuação impressionante de 92,85 e uma pontuação total de 456.

## Carreira

### Pré estréia; 2006–2012: Começo e estreia como ator
Wu Lei foi observado pela primeira vez quando tinha 3 anos. Depois disso, Wu apareceu no comercial da marca chinesa de suplementos dietéticos Huang Jin Da Dang em 2002. Seu sorriso adorável se tornou uma marca registrada amada, lançando-o ainda mais na indústria do showbiz. Posteriormente, ele apareceu em mais de cinquenta comerciais e fez pequenas aparições em vários shows nos dois anos seguintes.
Ele assumiu seu primeiro papel com roteiro no drama da televisão chinesa, The Young Warriors (2006), como o jovem Yang Yanzhao. Nesse mesmo ano, ele começou sua primeira formação profissional em atuação. Durante uma das aulas, um diretor veio procurar jovens atores/atrizes. Coincidentemente, Wu estava no banheiro e quase perdeu o reconhecimento. Determinado a não perder a oportunidade, ele correu atrás da tripulação que estava saindo, após o que sua foto foi finalmente tirada. Para sua surpresa, ele foi escolhido e, posteriormente, estreou em The Legend and the Hero (2007), onde interpretou Nezha.
Wu ganhou atenção pela primeira vez por seus papéis nos dramas infantis de televisão Home with Aliens (2009) e Naughty boy Xiaotiao Ma (2010), pelo qual ganhou o prêmio de Melhor Ator Infantil no Flying Apsaras Awards. Ele elevou ainda mais seu perfil com seu papel no drama wuxia Little Heroes (2012).
Apesar da pouca idade, ele estabeleceu seu talento para atuar por meio de sua sociabilidade e versatilidade sem precedentes. Aos 10 anos, ele já apareceu em vinte a trinta shows.

### 2014–presente: popularidade crescente e transição para papéis principais
Em 2014, Wu apareceu em Romance of the Condor Heroes produzido por Yu Zheng , um drama wuxia remake do romance de Jin Yong, The Return of the Condor Heroes , e foi aclamado por sua interpretação do jovem Yang Guo.
Em 2015, Wu estrelou como Li Xiaoyao no web drama Pal Inn e endossou o videogame de mesmo nome. A série ganhou mais de 300 milhões de visualizações e se tornou um tópico popular online. Isso foi seguido por um papel coadjuvante bem recebido no drama esportivo juvenil The Whirlwind Girl e no drama histórico Nirvana in Fire, o que levou a um maior reconhecimento de Wu. Além disso, ele mostrou seu carisma e pensamento rápido durante uma conferência de imprensa para The Whirlwind Girl, fazendo uma piada para diminuir uma pergunta estranha sobre ele e sua co-atriz, Tan Songyun.
Em 2017, Wu assumiu seu primeiro papel principal na tela pequena no drama de fantasia da web, Magic Star. Ele também co-estrelou o thriller de ação britânico-chinês SMART Chase, dirigido por Charles Martin, bem como a produção chinesa-neozelandesa Into the Rainbow.
Em 2018, Wu estrelou o épico de fantasia Asura (2018). Em seguida, ele também estrelou a série de aventura e fantasia The Tomb of Sea, escrita pelo autor de Daomu Biji; e Battle Through the Heavens, um drama de ação e fantasia baseado no popular romance xianxia de mesmo nome. No mesmo ano, ele foi destaque no filme histórico Shadow (2018) do aclamado diretor Zhang Yimou. Forbes China listou Wu em sua lista 30 Under 30 Asia 2017, que consistia em 30 pessoas influentes com menos de 30 anos que tiveram um efeito substancial em seus campos. Em 2019, Wu estrelou o filme de romance Adoring.
Em 2020, Wu estrelou o drama histórico de fantasia Guardians of the Ancient Oath, e o drama de e-sports Cross Fire.
Em 2021, Wu estrelou o aclamado drama histórico, The Long Ballad, ao lado de Dilraba Dilmurat e foi muito elogiado por sua interpretação, o que aumentou ainda mais sua popularidade. No mesmo ano, ele apareceu no filme de amadurecimento Upcoming Summer de Leste Chen, no drama Our Times que retrata a China no início dos anos 1990 e no filme de guerra Windriders de Wu Jing (ator) em My Country, My Parents.
Em 2022, ele estrelou o drama de romance histórico Love like The Galaxy ao lado de Zhao Lusi, baseado no romance "Xing Han Can Lan, Xing Shen Zhi Zai" de Guan Xin Ze Luan. Wu foi escalado para o filme Dwelling by the West Lake de Gu Xiaogang, o filme All Ears de Liu Jiayin e o drama metropolitano Nothing but You.

### Lesão facial no set
Durante as filmagens de uma cena no set em agosto de 2021, um acessório não funcionou bem e explodiu no rosto de Wu. Ele insistiu que os ferimentos eram leves e continuaram após um breve tratamento. Só depois de filmar naquele dia ele foi para o hospital. Lá, foram reveladas as inúmeras feridas deixadas em seu rosto pelos estilhaços, algumas das quais quase chegando aos olhos. Ele faz tratamento para recuperação desde então.

## Filmografia

### Filme
| Ano          | Título em inglês                  | Título em chinês   | Papel          | Notas/Ref.     |
| ------------ | --------------------------------- | ------------------ | -------------- | -------------- |
| 2006         | Legend of Northern Wei            | 北魏传奇之宏图恨   | Tuo Baxun      |                |
| 2009         | Zone of Death                     | 火线追凶之死亡地带 | Xiao Hu        |                |
| 2009         | Shun Shun and Yang Yang           | 川川和洋洋         | Yang Yang      |                |
| 2010         | Heaven Eternal, Earth Everlasting | 80'后              | young Mingyuan |                |
| 2017         | S.M.A.R.T. Chase                  | 极智追击：龙凤劫   | Dingdong Tang  | [ 17 ]         |
| 2017         | Into the Rainbow                  | 奇迹：追逐彩虹     | Xiao Cheng     | [ 18 ]         |
| 2018         | Asura                             | 阿修罗             | Ruyi           | [ 19 ]         |
| 2018         | Shadow                            | 影                 | Yang Ping      | [ 27 ]         |
| 2019         | Zhui Ji                           | 坠机               |                | Curta-metragem |
| 2019         | Adoring                           | 宠爱               | Chen Leyun     | [ 29 ]         |
| 2021         | Upcoming Summer                   | 盛夏未来           | Zheng Yuxing   |                |
| 2022         | Papa                              | 学爸               |                |                |
| (A anunciar) | All Ears                          | 不虚此行           | Xiao Yin       |                |
| (A anunciar) | Dwelling by the West Lake         | 草木人间           | He Mulian      |                |

### Série de televisão
| Ano  | Título em inglês                  | Título em chinês       | Papel                             | Rede                              | Notas/Ref. |
| ---- | --------------------------------- | ---------------------- | --------------------------------- | --------------------------------- | ---------- |
| 2006 | The Young Warriors                | 少年杨家将             | jovem Yang Yanzhao                | CTV                               |            |
| 2006 | Everlasting Regret                | 长恨歌                 | Mao Mao                           | Shanghai Channel, Jiangsu Channel |            |
| 2006 | The Senior General Chen Geng      | 陈赓大将               | Zhi Fei                           | CCTV                              |            |
| 2006 | Five Disciples of Master Huang    | 黄飞鸿五大弟子         | Huang Liwei                       | CTS, Guangzhou TV                 |            |
| 2006 | Hu Jia Han Yue                    | 胡笳汉月               | Tuoba Xun                         |                                   |            |
| 2007 | The Legend and the Hero           | 封神榜之凤鸣岐山       | jovem Nezha                       | Jilin TV                          |            |
| 2007 | Daughter-in-Law's Tears           | 媳妇的眼泪             | jovem Minghui                     | Sichuan Channel                   |            |
| 2007 | The Sword and Chess of Death      | 魔剑生死棋             | Guan Yunbao                       |                                   |            |
| 2007 | Shun Niang                        | 顺娘                   | Chen Jingshui                     | CTS, Shanghai TV                  |            |
| 2008 | Pearl Love                        | 新还君明珠             | jovem Majun                       | Hangzhou TV                       |            |
| 2008 | Fu Gui Zai Tian                   | 富贵在天               | Cheng Yan                         | CNTV                              |            |
| 2008 | Ning Wei Nu Ren                   | 宁为女人               | Si Chen                           |                                   |            |
| 2008 | Pretty Pearl                      | 大珍珠                 | Wen Jing                          | CCTV, CTS                         |            |
| 2008 | Life and Death                    | 生死谍恋               | Xiao Zhi                          | Zhengzhou TV                      |            |
| 2008 | Mother Married for Me             | 妈妈为我嫁             | jovem Wai Kaicheng / Hong Jiahui  |                                   |            |
| 2008 | Chuan Niang Wen Hui               | 船娘文慧               | Jia Yang                          | Shanghai Channel                  |            |
| 2008 | Xue Zhong Hong                    | 雪中红                 | jovem Gu Zhihao / Gu Zhizhong     | Shanghai Channel                  |            |
| 2008 | Spring Goes, Spring Comes         | 春去春又回             |                                   | Shandong TV                       |            |
| 2009 | Justice Bao                       | 新包青天               | príncipe herdeiro Renzong         |                                   |            |
| 2009 | Mysterious House                  | 深宅                   | Qiao Wei                          | Qinghai TV                        | [ 36 ]     |
| 2009 | Home with Aliens                  | 家有外星人             | Tang Buku                         | Guangdong TV                      | [ 3 ]      |
| 2009 | Nan Wei Nu Er Hong                | 难为女儿红             | Ding Zhongxing                    | Jiangsu Channel                   |            |
| 2009 | Mother and Wife                   | 娘妻                   | Gao Yaozong                       | Anhui TV                          | [ 37 ]     |
| 2010 | Who Knows the Female of the Women | 谁知女人心             | Fu Xi'er                          | Jiangsu Channel                   |            |
| 2010 | Blood War                         | 风雨雕花楼             | Gu Daxin                          | Anhui TV                          |            |
| 2010 | Horizon True Heart                | 天涯赤子心             | Xiao Bao                          | Anhui TV                          | [ 38 ]     |
| 2011 | Love is a Little Blue             | 爱情有点蓝             | Mao Mao                           | Zhejiang TV                       |            |
| 2011 | Mo's Mischief                     | 淘气包马小跳           | Ma Xiaotiao                       | CCTV                              | [ 8 ]      |
| 2011 | Utopia Office                     | 乌托邦办公室           | Mu Xingnan                        | Youku                             |            |
| 2011 | Family Reunion                    | 团圆                   | jovem Liu Shiwen                  | TVB                               |            |
| 2011 | The Emperor's Harem               | 后宫                   | jovem Wangzhi                     | Zhejiang TV                       |            |
| 2012 | Little Heroes                     | 自古英雄出少年         | Zhao Yang (Da Zhangfu)            | Guangdong TV                      | [ 10 ]     |
| 2012 | Grandma Loves Me Once Again       | 奶奶再爱我一次         | Huang Yingsheng                   | Anhui TV                          |            |
| 2012 | My Mother is an Angel             | 我的妈妈是天使         | Jiang Xiaoqiang                   | Jiangxi TV                        |            |
| 2013 | The Victor                        | 怒海情仇               | jovem Chengyi                     | Jiangsu Channel                   |            |
| 2013 | The Mother's Heart                | 娘心                   | jovem Wang Minghui/Wang Tiancheng | Jiangxi TV                        | [ 39 ]     |
| 2013 | Shuo Hao Bu Liu Lei               | 说好不流泪             | Ling Tianyou                      | Liaoning Channel                  |            |
| 2013 | Red Sedan Chair                   | 红轿子                 | jovem Che Wenxuan                 | Huzhou Channel                    |            |
| 2014 | Stepmother's Spring               | 后妈的春天             | jovem Tiexiong                    | Guangdong Channel                 | [ 40 ]     |
| 2014 | The Romance of the Condor Heroes  | 神雕侠侣               | jovem Yang Guo                    | Hunan TV                          | [ 11 ]     |
| 2015 | Pal Inn                           | 仙剑客栈               | Li Xiaoyao / Yi Pin               | Youku                             | [ 12 ]     |
| 2015 | The Whirlwind Girl                | 旋风少女               | Hu Yifeng                         | Hunan TV                          | [ 13 ]     |
| 2015 | Nirvana in Fire                   | 琅琊榜                 | Fei Liu                           | Beijing TV, Dragon TV             | [ 14 ]     |
| 2015 | The Legend of Qin                 | 秦时明月               | Zi Ying                           | Hunan TV                          | Voice cast |
| 2016 | The Imperial Doctress             | 女医·明妃传            | Zhu Jianshen                      | Dragon TV, Jiangsu TV             | [ 42 ]     |
| 2016 | Far Away Love                     | 远得要命的爱情         | Meng Xiang                        | Dongnan TV, Guangdong TV          | [ 43 ]     |
| 2016 | The Classic of Mountains And Seas | 山海经之赤影传说       | Shi Peipei                        | Hunan TV                          | [ 44 ]     |
| 2016 | The Whirlwind Girl 2              | 旋风少女2              | Hu Yifeng                         | Hunan TV                          | [ 45 ]     |
| 2017 | Magic Star                        | 奇星记之鲜衣怒马少年时 | Zhan Xiongfei                     | Youku                             | [ 16 ]     |
| 2018 | The Tomb of Sea                   | 沙海                   | Li Cu                             | Tencent                           | [ 21 ]     |
| 2018 | Battle Through the Heavens        | 斗破苍穹               | Xiao Yan                          | Hunan TV, CCTV                    | [ 24 ]     |
| 2020 | Guardians of the Ancient Oath     | 山海经之上古密约       | Baili Hongshuo                    | Hunan TV                          | [ 31 ]     |
| 2020 | Shi Cha Hai                       | 什刹海                 | Xiang Dong                        | CCTV                              | [ 46 ]     |
| 2020 | Cross Fire                        | 穿越火线               | Lu Xiaobei                        | Tencent                           | [ 32 ]     |
| 2021 | The Long Ballad                   | 长歌行                 | Ashile Sun                        | Shandong TV, Tencent              | [ 33 ]     |
| 2021 | Our Times                         | 启航当风起时           | Xiao Chuang                       | Tencent                           |            |
| 2022 | Love like the Galaxy              | 星汉灿烂               | Ling Buyi                         | Tencent                           |            |
| 2023 | Nothing but You                   | 爱情而已               | Song Sanchuan                     | Tencent                           |            |
| 2023 |                                   | 在暴雪时分             |                                   | Tencent                           |            |
| 2024 |                                   | 狐妖小红娘王权篇       |                                   | iQiyi                             |            |

### Programa de variedades
| Ano  | Título em inglês           | Título em chinês | Papel            | Notas/Ref. |
| ---- | -------------------------- | ---------------- | ---------------- | ---------- |
| 2015 | Smart 7                    | 好好学吧         | Membro do elenco | [ 47 ]     |
| 2016 | Twenty-Four Hours          | 二十四小时       | Membro do elenco | [ 48 ]     |
| 2017 | Twenty-Four Hours Season 2 | 二十四小时第二季 | Membro do elenco | [ 49 ]     |
| 2017 | 72 Floors of Mystery       | 七十二层奇楼     | Membro do elenco | [ 50 ]     |
| 2018 | Who's the Keyman           | 我是大侦探       | Membro do elenco | [ 51 ]     |
| 2019 | The Inn                    | 亲爱的·客栈      | Membro do elenco | [ 52 ]     |

### Aparições em programas de variedades
| Ano   | Título em inglês | Título em chinês | Data | Notas/Ref. |
| ----- | ---------------- | ---------------- | --- | ---------- |
| 2015– | Happy Camp       | 快乐大本营       | 18/07/2015、06/09/2015、18/06/2016、09/09/2017、17/02/2018、05/01/2019、30/03/2019、14/12/2019、21/12/2019、07/03/2020、20/03/2021、17/07/2021 | [ 53 ]     |

## Discografia
| Ano  | Título em inglês           | Título em chinês | Álbum                           | Notas                                 |
| ---- | -------------------------- | ---------------- | ------------------------------- | ------------------------------------- |
| 2017 | "When I was Young"         | 儿时             |                                 |                                       |
| 2017 | "The First Lesson"         | 第一课           | First Class of New Semester OST |                                       |
| 2019 | "We Are All Dream Chasers" | 我们都是追梦人   |                                 | Desempenho para Gala de Ano Novo CCTV |
| 2019 | "Adoring"                  | 宠爱             | Adoring OST                     |                                       |
| 2020 | "Cross Fire"               | 穿越火线         | Cross Fire OST                  | [ 55 ]                                |

## Prêmios e indicações
| Ano  | Prêmio                                              | Categoria                                  | trabalho indicado | Resultado | Ref.   |
| ---- | --------------------------------------------------- | ------------------------------------------ | ----------------- | --------- | ------ |
| 2011 | 28º Flying Apsaras Awards                           | Best Young Actor                           | Mo's Mischief     | Venceu    | [ 9 ]  |
| 2015 | 7º China TV Drama Awards                            | Most Promising Actor                       | —                 | Venceu    | [ 56 ] |
| 2015 | 4º iQiyi All-Star Carnival                          | Most Popular Newcomer                      | —                 | Venceu    | [ 57 ] |
| 2016 | 16º Top Chinese Music Awards                        | Most Popular TV Idol                       | —                 | Venceu    | [ 58 ] |
| 2016 | 19º Huading Awards                                  | Best Newcomer                              | Nirvana in Fire   | Indicado  |        |
| 2016 | 10º Tencent Video Star Awards                       | Rising Artist of the Year                  | —                 | Venceu    | [ 59 ] |
| 2016 | Youku Young Choice Awards                           | Most Talented Idol                         | —                 | Venceu    | [ 60 ] |
| 2017 | Netease Crossover Awards                            | Most Popular Actor                         | —                 | Venceu    | [ 61 ] |
| 2017 | L'Officiel Fashion Night Influence Award            | Hot Era Reader                             | —                 | Venceu    | [ 62 ] |
| 2017 | 11º Tencent Video Star Awards                       | Doki Influential Artist of the Year        | —                 | Venceu    | [ 63 ] |
| 2018 | Weibo Movie Awards Ceremony                         | Popular Actor Award                        | —                 | Venceu    | [ 64 ] |
| 2018 | L'Officiel Night                                    | Generation Breakthrough Award              | —                 | Venceu    | [ 65 ] |
| 2018 | 25º Cosmo Beauty Ceremony                           | Beautiful Young Idol                       | —                 | Venceu    | [ 66 ] |
| 2018 | 12º Tencent Video Star Awards                       | Rising TV Actor                            | —                 | Venceu    | [ 67 ] |
| 2019 | China Literature Award Ceremony                     | Super IP Actor                             | —                 | Venceu    | [ 68 ] |
| 2019 | 2018-2019 Golden Data Entertainment Award           | Web Drama Views Contribution Award (Actor) | The Tomb of Sea   | Venceu    | [ 69 ] |
| 2019 | Next Generation Influencers for Global Philanthropy | Young Philanthropy Star                    | —                 | Venceu    | [ 70 ] |
| 2019 | Cosmo Glam Night                                    | Person of The Year (Dream)                 | —                 | Venceu    | [ 71 ] |
| 2019 | 26º Huading Awards                                  | Top Ten Favorite Actors                    | —                 | Venceu    | [ 72 ] |
| 2019 | 16º Esquire Man At His Best Awards                  | Quality Artist of the Year                 | —                 | Venceu    | [ 73 ] |

### Forbes China Celebrity 100
| Ano  | Classificação | Ref.   |
| ---- | ------------- | ------ |
| 2017 | 63º           | [ 74 ] |
| 2019 | 29º           | [ 75 ] |
| 2020 | 47º           | [ 76 ] |